# Беатриса Арагонская
Беатри́са Араго́нская (16 ноября 1457, Неаполь или Капуя, Кампания — 23 сентября 1508, Неаполь) — дочь Фердинанда I, короля Неаполя, и Изабеллы, принцессы Таранто. Была королевой-консортом при Матьяше I, короле Венгрии, и Уласло II, короле Венгрии и Богемии.

## Биография
Беатриса рано лишилась матери и получила хорошее образование при дворе отца в Неаполе. Ещё ребёнком была помолвлена с Джованни да Марцано, сыном герцога Сесса, но Фердинанд I поссорился с герцогом и свадьба не состоялась. Руки Беатрисы просили многие принцы, но её отец предпочёл всем венгерского короля. Матьяш I был вдовцом и на 14 лет старше Беатрисы. В 1465 году Фердинанд I предлагал ему в жены свою старшую дочь Элеонору, но она ему не понравилась. В 1474 году переговоры с Матьяшем возобновились, невеста королю понравилась и состоялась помолвка.
Но свадьба была только через два года в Венгрии 22 декабря 1476 года, а 10 дней спустя Беатриса была коронована в королевы Венгрии. Брак гарантировал союз между Венгрией и Неаполем: в 1480 году, когда османский флот захватил Отранто герцогства Неаполя, по настойчивой просьбе папы он послал венгерского генерала Балаша Венгерского вернуть крепость, которая сдалась ему 10 мая 1481 года. В 1488 году Матьяш на время взял Анкону под свою защиту, окружив его венгерским гарнизоном.
С появлением Беатрисы Венгрия начала итальянизироваться. Пока она не изучила мадьярскую речь, то объяснялась с венграми по-латыни, чем, по словам гуманиста Бонерини, заставила дунайскую страну с варварскими нравами говорить по-латыни. Вместе с королевой в Венгрию приехали архитекторы, скульптуры и живописцы, которые ввели в моду итальянский ренессанс при дворе Матьяша.
Будайский замок преобразился и превратился в настоящей дворец. Вельможи предприняли в своих домах основательные переделки и стали украшать свои дома предметами искусств.

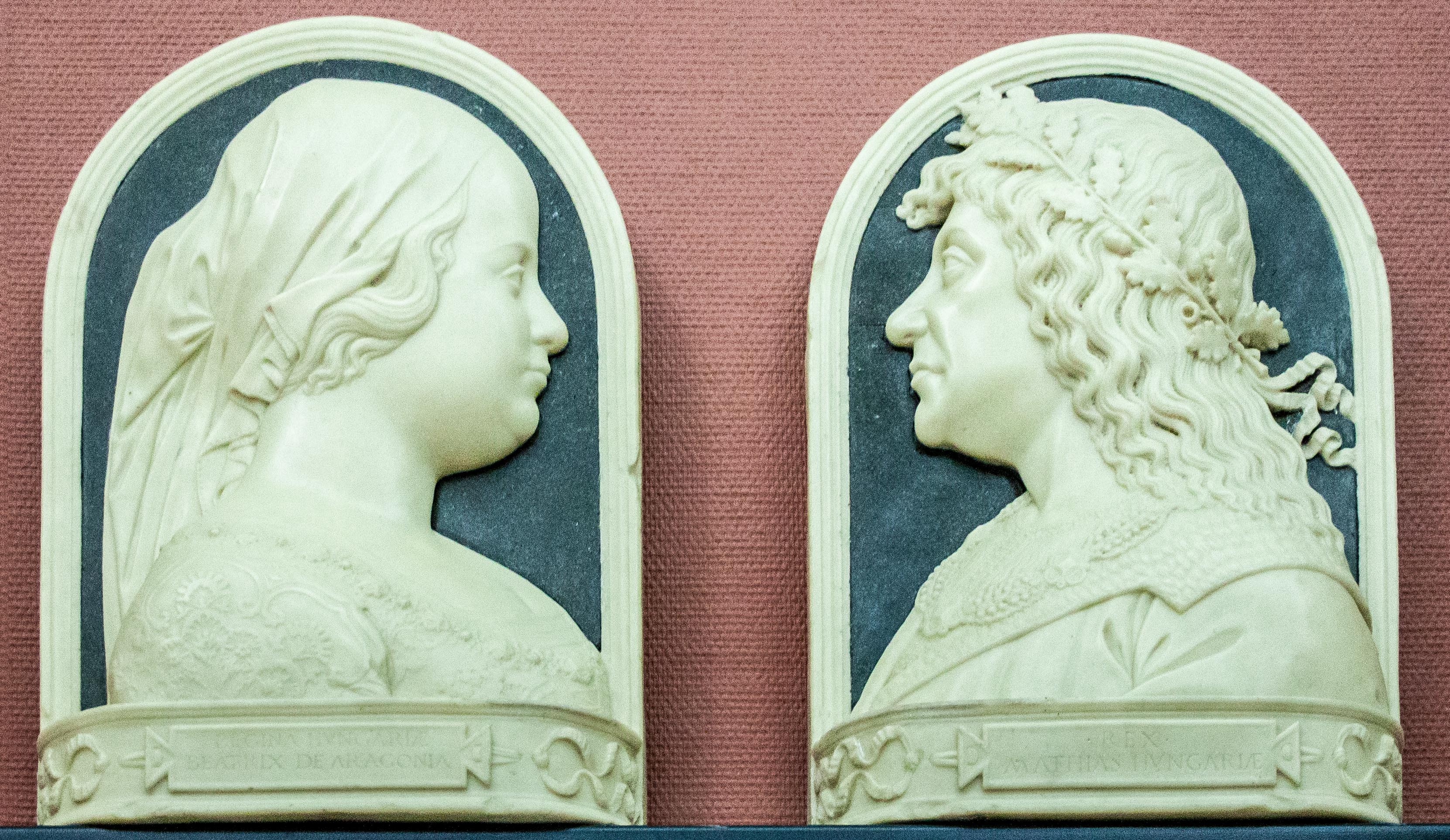
Королева Беатриса и король Матьяш

Беатриса разделяла интересы с Матьяшем: поощряла его работу в библиотеке Корвина, построила дворец в Вишеграде в качестве резиденции для двора, и создала Академию. Итальянские гуманисты встречали радушный приём при венгерском дворе и король к ним был очень щедр. Политическое и художественное влияние Италии на Венгрию раздражало очень многих венгров, они обвиняли короля в безумной роскоши и слишком свободной жизни.
Кроме того Беатриса влияла на мужа и в вопросах политики, он слушался её советов и везде брал с собой: в 1477 году она сопровождала Матьяша при вторжении Австрии, и в 1479 году она присутствовала при заключении мирного договора между Матьяшем и Уласло II. Надеясь, что она даст ему наследника престола, он прощал ей даже её политические интриги, но, когда его надежды не оправдались, он попытался, чтобы дворяне признали его незаконного сына Яноша Корвина. Для этого он одарил его титулами и деньгами, и пригласил ко двору, что вызвало первый конфликт с Беатрисой. В 1490 году он решил женить сына, без вмешательства жены, на Бьянке Марии Сфорца, но рассчитывая сама на венгерский престол, Беатриса помешала этому плану, вмешав в это дело своего отца. Среди этих ссор Матьяш со своим двором уехал в Вену, где с ним произошёл апоплексический удар и 6 апреля 1490 года умер.

## Борьба за престол
Со смертью короля положение Беатрисы стало критическим. Матьяш умер без законного наследника и вопрос о престолонаследии должен был решить парламент. Одна партия, верная умершему королю, поддерживала его незаконного сына Яноша Корвина, но их было меньшинство. Большинство обратило свой взор на Уласло II, короля Богемии и Венгрии. Беатрису дворяне не любили, рассчитывать ей было не на кого, поэтому она прибегла к хитрости. Она начала ухаживать за Уласло, рассчитывая выйти за него замуж и попалась в ловушку. С согласия Уласло, венгерское дворянство обещало ей устроить желаемый брак, если она откажется от престола в пользу будущего мужа, и она согласилась. Беатриса лично присутствовала в парламенте во время избрания короля и 21 сентября 1490 года Уласло был коронован.
4 октября 1490 года в Эстергоме епископом Тамаш Бакоц обвенчал королеву Беатрису с Уласло II, но после церемонии бракосочетания он сразу бросил жену. Формально, брак был незаконным, так как Уласло не получил разрешение от папы на развод с первой женой и утверждал, что он не рассматривал это брак как законный, и что его заставили жениться против его воли. Раздосадованная Беатриса уехала в архиепископство Стригони и оттуда начала посылать к папе и итальянскому королю просьбы, чтобы они заставили её мужа признать брак законным. В 1493 году была созвана специальная комиссия для расследования. В 1500 году папа Александр VI, по совету французского и венецианского двора, объявил брак Беатрисы незаконным, что дало возможность в 1502 году Уласло II жениться на Анне де Фуа.
Покинув Венгрию, Беатриса вернулась в Неаполь, где нашла свою семью отчасти в изгнании, отчасти в нищете. Территория королевства была разделена между Францией и Испанией. Фердинанд II Католик оказал ей внимание и выделил скромное содержание. Двор её пользовался уважением и его посещали некоторые гуманисты. В Венгрию Беатриса посылала несколько раз курьеров, требуя возврата приданого. Несмотря на вмешательство папы и Ипполито I д’Эсте, она ничего не смогла добиться. Скончалась в 1508 году.